# Mark Oliphant
Marcus "Mark" Laurence Elwin Oliphant (Adelaida, Australia Meridional, 8 de octubre de 1901 - Canberra, 14 de julio de 2000) fue un físico y humanista australiano que desempeñó un papel importante en la primera demostración de la fusión nuclear y en el desarrollo de las armas nucleares.

## Biografía
Oliphant nació el 8 de octubre de 1901 en Kent Town, un suburbio de Adelaida. Su padre fue Harold George "Baron" Oliphant, funcionario del Departamento de Ingeniería y Abastecimiento de Agua de Australia Meridional y profesor de economía a tiempo parcial en la Asociación Educativa de los Trabajadores.  Su madre fue Beatrice Edith Fanny Oliphant, de soltera Tucker, artista.  Recibió su nombre en honor a Marcus Clarke, el autor australiano, y Laurence Oliphant, el viajero y místico británico. La mayoría de la gente lo llamaba Mark; este nombre se oficializó cuando fue nombrado caballero en 1959.
Oliphant se graduó en la Universidad de Adelaida en 1922. Se le otorgó la "Beca Exhibición 1851" en 1927 por las investigaciones que había realizado relacionadas con el mercurio, y viajó a Inglaterra, donde estudió con Sir Ernest Rutherford en los Laboratorios Cavendish de la Universidad de Cambridge. Allí utilizó un acelerador de partículas para disparar núcleos de hidrógeno pesado (deuterones) contra distintos blancos. Descubrió el núcleo del helio 3 y el tritio. También descubrió que cuando ambos reaccionaban entre sí, las partículas que se liberaban tenían una energía mayor que la inicial del proceso. Cierta cantidad de energía había sido liberada desde el interior del núcleo, y concluyendo que este efecto era debido a la fusión nuclear.

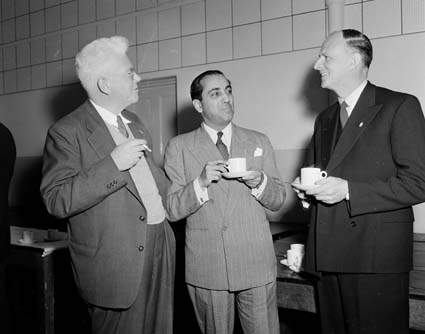
Simposio "Atomic Power in Australia" celebrado en Sídney en 1954. Oliphant (izquierda), Homi J. Bhabha (centro) y Philip Baxter (derecha).

Oliphant dejó el Laboratorio Cavendish en 1937 para ocupar la cátedra "Profesor Poynting" de Física en la Universidad de Birmingham. Intentó construir un ciclotrón de 150 cm en la universidad, pero el proyecto fue postergado en 1939 a causa del comienzo de la Segunda Guerra Mundial en Europa. Se involucró en el desarrollo del radar, liderando un grupo en la Universidad de Birmingham que incluía a John Randall y Harry Boot, quienes crearon un diseño radicalmente nuevo, el magnetrón de cavidad, que hizo posible el desarrollo del radar de microondas. También fue miembro del Comité MAUD, que concluyó no solo que era factible producir una bomba atómica, sino que sería posible tener una hacia 1943. Oliphant colaboró con la difusión de estas conclusiones en los Estados Unidos, contribuyendo a que se comenzara el Proyecto Manhattan. Posteriormente, ya durante la guerra, trabajó en el Proyecto Manhattan junto con su amigo Ernest Lawrence en el Radiation Laboratory en Berkeley, California, en el área de separación electromagnética de isótopos.
Tras la guerra, Oliphant regresó a Australia, siendo el primer Director de la Escuela de Investigaciones de Ciencias Físicas e Ingeniería en la recién creada Australian National University, donde comenzó el diseño y construcción del mayor generador homopolar del mundo (500 megajoules). Se jubiló en 1976, pero fue designado Gobernador de South Australia por recomendación del Premier Don Dunstan. Participó de la fundación del partido político Australian Democrats, y fue presidente en la reunión de 1977 en Melbourne, en la que se creó el partido. 
Oliphant fue nombrado Caballero Comendador de la Orden del Imperio Británico (KBE) en 1959,  y fue nombrado Compañero de la Orden de Australia (AC) en 1977 "por logros eminentes y méritos del más alto grado en el campo del servicio público y al servicio de la corona".

## Muerte
El 14 de julio de 2000, murió en Canberra, a la edad de 98 años.  Su cuerpo fue incinerado.  Su hija Vivian murió de un tumor cerebral en 2008,  después de que su hijo Michael muriera de cáncer de colon en 1971.